# Pathum Thani (stad)
Pathum Thani (Thais: ปทุมธานี) is een stad in Centraal-Thailand. Pathum Thani is hoofdstad van de provincie Pathum Thani en het district Pathum Thani. De stad telde in 2000 bij de volkstelling 24.316 inwoners.